# Waldfriedhof Pechau

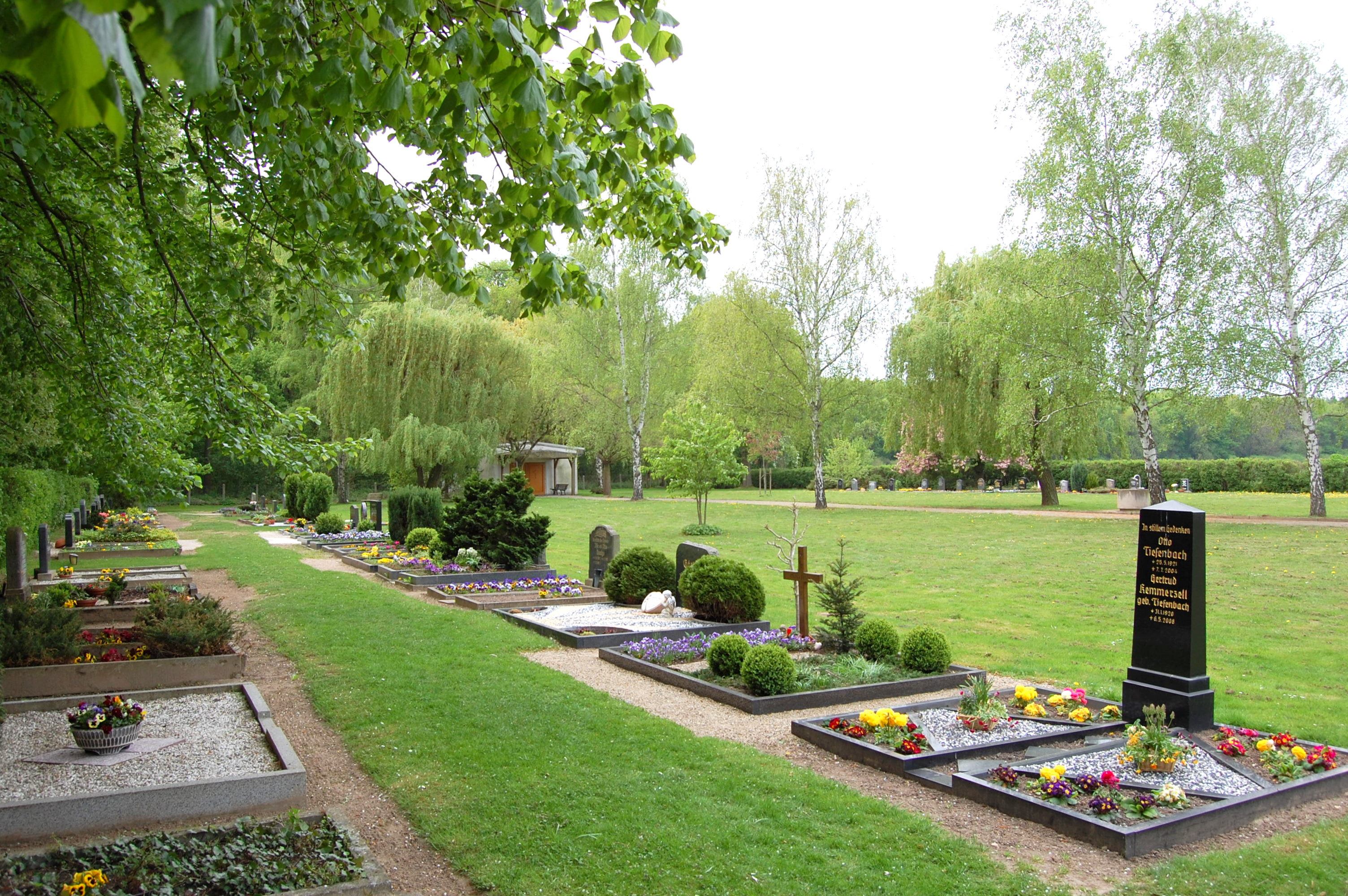
Waldfriedhof Pechau

Der Waldfriedhof Pechau ist ein kommunaler Friedhof der Stadt Magdeburg.

## Lage
Der Friedhof liegt in unmittelbarer Nähe zum 1994 nach Magdeburg eingemeindeten Dorf Pechau, westlich der Calenberger Straße, die Pechau mit Prester verbindet. Das Friedhofsgelände liegt jedoch außerhalb der Pechauer Gemarkung im Gebiet der Kreuzhorst. Die Gemarkungsgrenze verläuft direkt vor dem Friedhofseingang. Die Friedhofsumgebung wird vom Wald der Kreuzhorst geprägt, woraus sich auch die Benennung als Waldfriedhof ableitet. Östlich des Friedhofs verläuft der Hauptzufahrtsweg zum Naturschutzgebiet Kreuzhorst. Der Friedhof umfasst eine Fläche von 0,58 Hektar und verfügt über eine Friedhofskapelle, die 40 Gästen Platz bietet.

## Geschichte
Als ursprünglicher Friedhof der Gemeinde Pechau diente der Kirchhof um die Sankt-Thomas-Kirche im Ort. Nachdem der Kirchhof 1962 vollbelegt war, wurde der Waldfriedhof südwestlich der Ortslage auf einer Ackerfläche am Rande der Kreuzhorst angelegt. Es handelt sich um den jüngsten Friedhof Magdeburgs (Stand 2011). Seit 1997 befindet sich der Friedhof in der kommunalen Trägerschaft der Stadt Magdeburg. Betrieben wird er vom städtischen Eigenbetrieb Stadtgarten und Friedhöfe Magdeburg.
Ein für den Friedhof angefertigtes geologisches Gutachten beschrieb die Verhältnisse als günstig, da aufgrund der in einer Tiefe um 1,80 / 2,00 Meter vorhandenen Sandschichten eine schnelle Verwesung gewährleistet sei. Zugleich würde durch die Fließrichtung des Grundwassers in Richtung der etwas weiter westlich gelegenen Alten Elbe eine Verseuchung des Grundwassers vermieden.
Auf dem Friedhof gibt es Reihengrabstätten und Wahlgrabstätten sowohl für Erdbestattungen als auch für Urnenbeisetzung.